# Most Viktorijini slapovi
Most Viktorijini slapovi (angl. Victoria Falls Bridge) prečka reko Zambezi tik pod Viktorijinimi slapovi in je bil zgrajen preko Druge soteske. Ker je reka meja med Zimbabvejem in Zambijo, most povezuje dve državi in ima mejni prehod na pristopnih koncih, pri mestih Victoria Falls v Zimbabveju in Livingston v Zambiji.

## Zgodovina
Most je bila zamisel Cecila Rhodesa, ki je bil del njegovega velikega in neizpolnjenega železniškega sistema Cape - Kairo, čeprav ni nikoli obiskal slapov in je umrl, preden se je gradnja mostu začela. Rhodes je zabeležen kot inštruktor inženirjev za "izgradnjo mostu čez Zambezi, kjer bi vlaki, ki bi ga prečkali, ulovili pršec slapov" . Zasnoval ga je George Andrew Hobson, svetovalec družbe Sir Douglas Fox and Partners, in ne, kot je pogosto navedeno, Sir Ralph Freeman, ki je prispeval k oblikovanju Sydneyskega Harbour Bridge. Ob načrtovanju mostu Viktorijini slapovi, je bil Freeman pomočnik v podjetju, ki je v teh pred računalniških časih izračunavala statiko.
Most je bil zgrajen v Angliji v Cleveland Bridge & Engineering Company , preden so ga odpeljali v pristanišče Beira v Mozambiku in nato na novo zgrajeno železnico do slapov. Gradnja je trajala le 14 mesecev in bila končana leta 1905.
Most je uradno odprl profesor George Darwin, sin Charlesa Darwina in predsednik britanskega združenja (zdaj združenja British Science) dne 12. septembra 1905.  American Society of Civil Engineers navaja most kot zgodovinski gradbeni inženirski dosežek. 
Izdelan iz jekla, je most 198 m dolg, z glavnim lokom razpona 156,50 m, na višini 128 metrov nad nivojem nizke vode v soteski spodaj. Nosi cestni, železniški in peš promet. Most je edina železniška povezava med Zambijo in Zimbabvejem in eden od le treh cestnih povezav med obema državama. 
Most Viktorijini slapovi ni prinesel prvega vlaka ali prve železnice Zambiji. Izgradnjo železnice so potisnili proti severu, kakor hitro je bilo mogoče, Cecil Rhodes je vztrajal, da se linija Livingstone - Kalomo zgradi preden je bil končan most. Potem so lokomotivo prepeljali v kosih preko soteski s pomočjo začasne žičnice, ki se je uporabljala za prevoz materialov za most in vzdevkom "Blondin", po gradbenih inženirjih.  Lokomotiva je bila ponovno sestavljena in začela voziti mesece pred dokončanjem mostu. 
Več kot 50 let so most redno prečkali potniški vlaki kot del glavne poti med takratno Severno Rodezijo, Južno Afriko in Evropo. Tovorni vlaki so vozili predvsem bakrovo rudo (kasneje bakrene ingote) in les izven Zambije in premog v državo.
Starost mostu in težave z vzdrževanjem so pripeljale do začasnih omejitev prometa. Vlaki, ki so prečkali most s hitrostjo pešca in tovorna vozila, so bila omejena na 30 ton, kar je za težje tovornjake zahtevalo kar dolg obvoz prek trajekta Kazungula ali mostu Chirundu. Stanje se je izboljšalo po popravilih v letu 2006 , vendar predlogi za bolj temeljno sanacijo ali izgradnjo novega mostu še niso na vidiku. 
V času krize in rodezijske državljanske vojne je bil most pogosto zaprt. Leta 1975 je bil most prizorišče neuspešnih mirovnih pogajanj, ko se stranke sestale v železniškem vagonu nad sotesko za devet in pol ur.  Leta 1980 se je nadaljeval in se nadaljuje brez prekinitve, razen za vzdrževanje.
Danes so ena od glavnih atrakcij na mostu zgodovinsko vodene ture, ki govorijo o izgradnji mostu in vključujejo sprehod pod glavno voziščno konstrukcijo.  Na zambijski strani je majhen muzej o mostu s prodajalno osvežilnih pijač. Prav tako se na mostu nahaja naprava za 111 metrov visoke skoke z elastično vrvjo, vključno z bungee swing in zip-line. Zaskrbljenost glede varnosti so se izkazale za upravičene leta 2011, ko se je vrv strgala in je mlada avstralska ženska padla 24 metrov v hitro tekočo reko. 
Most je bil prvotno imenovan Veliki Zambezi ali most Zambezi, kasneje pa postal znan kot most Viktorijini slapovi.

## Karta
Lokacija mostu in okolice v Openstreetmap

## Galerija
- Most Viktorijini slapovi
- Helikopterski pogled
- Soteska z mostom v ozadju